# Kąt dopisany

Kąt BAT jest dopisany do cięciwy BA. Jego miara jest równa mierze kąta wpisanego BMA i zarazem równa połowie miary kąta środkowego BOA.

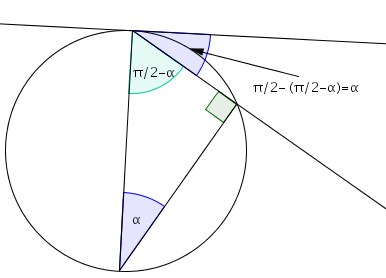

Kąt dopisany do okręgu – kąt między jedną z cięciw okręgu a styczną do tego okręgu w punkcie będącym jednym z końców tej cięciwy. Miara tego kąta i miara kąta wpisanego opartego na odpowiednim łuku tej cięciwy są równe.
Kątem dopisanym do okręgu w punkcie A jest więc kąt wypukły o wierzchołku A, którego jedno ramię zawiera się w stycznej do okręgu w punkcie A, a drugie zawiera cięciwę tego okręgu o końcu w punkcie A. Mówimy też, że kąt dopisany jest oparty na łuku będącym
częścią wspólną kąta dopisanego i okręgu. Jeżeli cięciwa nie jest średnicą, to wyznacza dwa kąty dopisane, jeden ostry (kąt BAT na rysunku), drugi do niego przyległy, rozwarty.
Dowód tego, że miary kąta wpisanego opartego na danym łuku i kąta dopisanego wyznaczającego ten sam łuk są równe, jest następujący (w przypadku kąta ostrego).

Dany jest trójkąt wpisany w okrąg i taki, że jednym z jego boków jest cięciwa, a drugim średnica wychodząca z punktu styczności. Kąt między cięciwą a trzecim bokiem jest prosty, bo jest oparty na średnicy. Kąt między styczną a średnicą wychodzącą z punktu styczności też jest prosty, więc miara kąta między tą średnicą a cięciwą jest równa
{\displaystyle {\tfrac {\pi }{2}}-\alpha ,} gdzie {\displaystyle \alpha } jest miarą danego kąta dopisanego. Suma miar kątów w trójkącie wynosi {\displaystyle \pi ,} więc miara trzeciego kąta jest równa {\displaystyle \pi -{\tfrac {\pi }{2}}-({\tfrac {\pi }{2}}-\alpha )=\alpha ,} czyli równa mierze kąta dopisanego.

Wszystkie kąty wpisane, oparte na danej cięciwie i znajdujące się po danej stronie cięciwy są przystające, więc wszystkie przystają do danego kąta dopisanego.

W przypadku, gdy kąt dopisany jest rozwarty, należy rozważyć kąt przyległy.